# Mario Aoun
Pour les articles homonymes, voir Aoun.
Mario Aoun, né en 1951, est un médecin libanais et une figure politique du Courant patriotique libre du général Michel Aoun.

## Biographie

### Enfance et formation
Aoun est né en 1951 dans une famille maronite à Damour,. Il est diplômé de l'Université de Bordeaux et obtient ses spécialités en endocrinologie et en maladies métaboliques en 1982.

### Carrière
En 2004, Mario Aoun est chef de service à l'hôpital Libanais Geitaoui à Beyrouth  et cette même année, travaille aussi à l'hôpital St Charles et se retrouve coordinateur du Courant Patriotique Libre (CPL) à Damour. Il fut élu président de l'Ordre des médecins du Liban le 31 mai 2004 en étant le premier du CPL à occuper ce poste, succédant à deux médecins qui appartenaient au Courant du Futur. En 2005, il est candidat du CPL aux élections législatives, pour le siège maronite du Chouf. Il perd les élections face à la liste de l'Alliance du 14 Mars, regroupant le Parti socialiste progressiste de Walid Joumblatt et les Forces libanaises représentées par Georges Adouan.
En parallèle, Aoun avait lancé une procédure judiciaire à l'encontre de son prédécesseur, Ghattas Khoury, membre du Courant du Futur, qu'il accuse de corruption dans le cadre de la construction du siège de l'Ordre à Beyrouth. En 2007, la justice donne raison à Khoury et sa plainte est rejetée. Les candidats soutenus par Mario Aoun et par les partis de l'opposition libanaise perdent les élections de l'Ordre des médecins cette même année, qui retombe entre les mains des partis du 14 mars.
En juillet 2008, Mario Aoun est nommé ministre des Affaires sociales dans le gouvernement d'union nationale formé mené par le Président du Conseil des ministres du Liban, Fouad Siniora après les accords de Doha entre l'opposition et la majorité libanaise. À ce poste, il succède à Nayla Moawad. Il échoue à se faire élire député maronite du Chouf en juin 2009. Salim Sayegh lui succède au poste de ministre en novembre 2009.
Lors des élections législatives libanaises de 2018, Aoun remporte un des sièges maronites du district du Chouf dans la région électorale dite de la Montagne du Liban IV. Le 10 septembre 2022, il démissionne du CPL à cause  d'un différend avec Gebran Bassil. Bien que démissionnaire, il est tout de même exclu du CPL.